# عدو (قرية)
عَدُو (Adow) قرية تاريخية في جزيرة صاي التاريخية ثاني أكبر جزيرة في السودان، الواقعة غرب مدينة عبري في وسط نهر النيل، في الولاية الشمالية من السودان.

## الموقع
تقع قرية عدو شرقي جزيرة صاي يحدها النيل من الشرق والشمال الشرقي والجنوب الشرقي، وقرية صيصاب من الشمال الغربي وأجزاء من الغرب، وقرية أرودين في الجنوب الغربي وأجزاء من الغرب، كما يحد القرية قرية موركة وجبل عدو من جهتها الغربية.

## النشاط السكاني
- - الزراعة
  - الرعي
  - المساعدة في تنقيب الآثار، مع سكان القرى الأخرى مقابل أجر يقتضونه من العلماء السويسريين و الفرنسيين.
  - الهجرة
  - التجارة

## الآثار
1. تعمل بها بعثة فرنسية للتنقيب عن الآثار منذ 1904م وعثرت على ما يفيد بوجود تواجد بشري على أرضها منذ 215000 سنة.
2. بها قلعة كبيرة يرجع تاريخها إلى الدولة المصرية الحديثة (1550–1080 ق.م).
3. بها معابد وجبانات تعود إلى عهد كرمة ودولة المصرية المسيحية وعهد نبتة ومروي.
4. بها كنائس ترجع إلى عهد دولة نوباتيا المسيحية التي كانت عاصمتها فرس التي غمرتها مياه السد العالي. وترجع تلك الآثار إلى الفترة النبتية المسيحية.

## المصدر
موقع نباتا